# Rżew Białoruski
Rżew Białoruski (ros. Ржев-Белорусский) – stacja kolejowa w miejscowości Rżew, w rejonie rżewskim, w obwodzie twerskim, w Rosji. Położona jest na linii Lichosławl – Rżew – Wiaźma.

## Historia
Stacja powstała w 1874 na linii Kolei Nowotorżskiej pomiędzy stacjami Panino i Rżew. Początkowo nosiła nazwę Rżew Aleksandrowskij (ros. Ржев-Александровский). Obecną nazwę nadano w 1922. W użyciu jest także nazwa Rżew-1 (ros. Ржев-1). Obecny budynek dworca pochodzi z 1960.

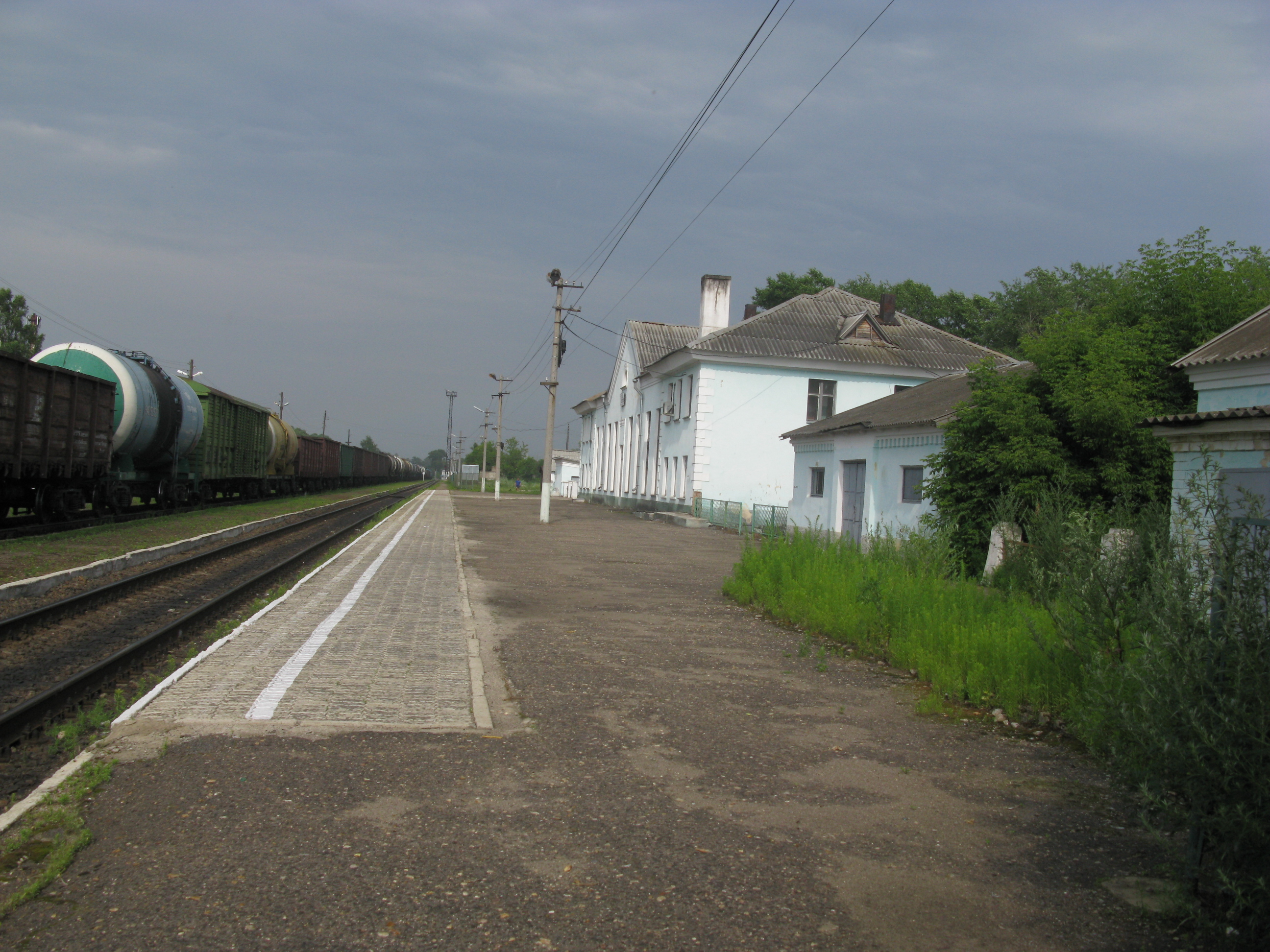